# 先生你哪位
是2011年美國的一部浪漫愛情喜劇電影，由Mark Mylod執導，安娜·法瑞絲和克里斯·伊凡主演。本片改編自Karyn Bosnak的著作《20 Times a Lady》。電影於2011年9月30日首映。

## 劇情大綱
艾莉（安娜·法瑞絲飾演）是一個30幾歲的女性，依然做著不上不下的工作。當她邀請男朋友瑞克（沙查·昆圖飾演）參加她妹妹黛西（艾莉·葛瑞那飾演）的婚禮時，瑞克與她分手。而過不久她也遭到上司解雇失去工作。艾莉她看到一本雜誌上寫道，與超過20位男性發生性關係的女性未來將會更難結婚，她審視自己過去的交往人數，驚異地發現已經來到19位，因此她決定不再任意與人發生性關係。
當她參加黛西的告別單身派對之後第二天早上，艾莉訝異地發現她竟然跟前任上司上床，因此數字來到20位。這時候艾莉為了讓上司離開，她讓對門的鄰居柯林（克里斯·埃文斯飾演）進入她的房間。後來艾莉才知道原來柯林其實是為了躲避一夜情的對象而跑出來。艾莉後來想到可以請柯林幫她找她過去的男朋友，而代價是柯林可以隨時躲到艾莉家。經過了幾次的追訪，艾莉始終發現她過去的交往對象不是很糟糕，就是不對盤。最後艾莉和柯林的關係越來越密切，終於有一天晚上，兩人上床了。而這個上床事件讓艾莉覺得相當失望，覺得自己做了錯事。
艾莉過不久也發現柯林故意隱瞞初戀情人傑克（戴夫·安納布爾飾演）已經回到城裡的事實，於是兩人大吵一架。艾莉決定跟傑克一起參加黛西的婚禮。婚禮上，艾莉發現她愛上了柯林，於是跟傑克分手，並且跑遍城裡的婚禮，試圖尋找柯林。最後艾莉找到了柯林，並且坦承她愛上了柯林，兩人在婚禮稍遠處接吻。最後，艾莉接到其中一個前男友的來電，宣稱他們兩個並沒有上床發生關係，因此柯林還是第20位。

## 演員表
- 安娜·法瑞絲 飾 艾莉森「艾莉」‧達令（Allison "Ally" Darling），女主角。
  - Nadine Jacobson 飾 艾莉（14歲）
- 克里斯·埃文斯 飾 柯林‧謝（Colin Shea），男主角，艾莉鄰居。
- 戴夫·安納布爾 飾 傑克‧亞當斯（Jake Adams），艾莉前男友
  - Colby Parsons 飾 傑克（14歲）
- 艾莉·葛瑞那 飾 黛西‧安‧達令（Daisy Anne Darling），艾莉的妹妹
- 沙查·昆圖 飾 瑞克（Rick），艾莉前男友
- Blythe Danner（英语：Blythe Danner） 飾 愛娃‧達令（Ava Darling），艾莉的母親。
- 小埃德·貝格里 飾 達令先生（Mr. Darling），艾莉的父親。
- 奥利弗·傑克森-科恩 飾 艾迪（Eddie Vogel），黛西丈夫
- Heather Burns（英语：Heather Burns） 飾 艾琳（Eileen），艾莉的女性朋友
- Eliza Coupe（英语：Eliza Coupe） 飾 席拉（Sheila），艾莉的女性朋友
- Tika Sumpter（英语：Tika Sumpter） 飾 潔咪（Jamie），艾莉的女性朋友
- 喬爾·麥克哈爾 飾 羅傑（Roger the Boss），艾莉前上司
- 克里斯·普瑞特 飾 噁心當那（Disgusting Donald），艾莉前男友
- Denise Vasi（英语：Denise Vasi） 飾 卡拉（Cara），當那的未婚妻
- 邁克·沃格爾 飾 大維（Dave Hansen）
- 馬丁·費里曼 飾 賽門（Simon），艾莉前男友
- 安迪·森堡 飾 傑瑞（Jerry Perry）
- 托馬斯·列儂 飾 巴瑞特（Dr. Barrett Ingold）
- 安東尼·麥基 飾 湯姆（Tom Piper）
- Ivana Miličević（英语：Ivana Miličević） 飾 潔欣妲（Jacinda）
- Aziz Ansari 飾 杰（Jay）

## 發行

### 票房
「先生你哪位」於美國首周上映時排名第八，票房5,421,669美元。最終上映了兩個月，總票房14,011,084美元。全世界總票房約$30,426,096美元。

### 迴響
本片在爛番茄的評分中只有24%酸度，表示負面評價。在另一個電影評分網站Metacritic上，則認為「普遍不受歡迎」。

## 外部連結
- 官方网站
- 互联网电影数据库（IMDb）上《What's Your Number?》的资料（英文）
- AllMovie上《What's Your Number?》的资料（英文）